# Antully
Antully és un municipi francès, situat al departament de Saona i Loira i a la regió de Borgonya - Franc Comtat. L'any 2007 tenia 805 habitants.

## Demografia

### Població
El 2007 la població de fet d'Antully era de 805 persones. Hi havia 316 famílies, de les quals 72 eren unipersonals (24 homes vivint sols i 48 dones vivint soles), 120 parelles sense fills, 108 parelles amb fills i 16 famílies monoparentals amb fills.
La població ha evolucionat segons el següent gràfic:
Habitants censats

### Habitatges
El 2007 hi havia 415 habitatges, 332 eren l'habitatge principal de la família, 32 eren segones residències i 51 estaven desocupats. 402 eren cases i 11 eren apartaments. Dels 332 habitatges principals, 281 estaven ocupats pels seus propietaris, 44 estaven llogats i ocupats pels llogaters i 7 estaven cedits a títol gratuït; 1 tenia una cambra, 22 en tenien dues, 52 en tenien tres, 94 en tenien quatre i 163 en tenien cinc o més. 197 habitatges disposaven pel capbaix d'una plaça de pàrquing. A 121 habitatges hi havia un automòbil i a 170 n'hi havia dos o més.

### Piràmide de població
La piràmide de població per edats i sexe el 2009 era:
| Homes | Edats   | Dones |
| ----- | ------- | ----- |
| 0     | 95 o +  | 0     |
| 4     | 90 a 94 | 4     |
| 4     | 85 a 89 | 16    |
| 4     | 80 a 84 | 12    |
| 8     | 75 a 79 | 8     |
| 16    | 70 a 74 | 24    |
| 28    | 65 a 69 | 48    |
| 20    | 60 a 64 | 16    |
| 12    | 55 a 59 | 4     |
| 28    | 50 a 54 | 48    |
| 36    | 45 a 49 | 32    |
| 44    | 40 a 44 | 40    |
| 36    | 35 a 39 | 44    |
| 28    | 30 a 34 | 36    |
| 8     | 25 a 29 | 4     |
| 28    | 20 a 24 | 12    |
| 24    | 15 a 19 | 32    |
| 28    | 10 a 14 | 32    |
| 16    | 5 a 9   | 24    |
| 16    | 0 a 4   | 20    |

## Economia
El 2007 la població en edat de treballar era de 538 persones, 371 eren actives i 167 eren inactives. De les 371 persones actives 337 estaven ocupades (198 homes i 139 dones) i 34 estaven aturades (13 homes i 21 dones). De les 167 persones inactives 58 estaven jubilades, 41 estaven estudiant i 68 estaven classificades com a «altres inactius».

### Ingressos
El 2009 a Antully hi havia 345 unitats fiscals que integraven 852 persones, la mediana anual d'ingressos fiscals per persona era de 15.789,5 €.

### Activitats econòmiques
Dels 20 establiments que hi havia el 2007, 1 era d'una empresa de fabricació d'altres productes industrials, 7 d'empreses de construcció, 3 d'empreses de comerç i reparació d'automòbils, 1 d'una empresa de transport, 3 d'empreses d'hostatgeria i restauració, 2 d'empreses de serveis i 3 d'empreses classificades com a «altres activitats de serveis».
Dels 8 establiments de servei als particulars que hi havia el 2009, 3 eren paletes, 2 lampisteries, 1 empresa de construcció i 2 restaurants.
L'any 2000 a Antully hi havia 28 explotacions agrícoles que ocupaven un total de 1.862 hectàrees.

## Equipaments sanitaris i escolars
El 2009 hi havia una escola elemental.

## Poblacions properes
El següent diagrama mostra les poblacions més properes.